# 劳动者社会主义同盟
劳动者社会主义同盟（日语：／），简称劳社同，是日本的一个新左翼党派。
1998年2月，日本劳动者党（分裂自日本共产党（左派））和山川晓夫、高田健、生田爱等领导的建党同盟共同建立劳动者社会主义同盟。该党的首任议长是山川晓夫，中央机关报是《人民新报》（旬刊），理论机关刊物是《协同通讯》（每年出版1—2次）。